# Сент-Вальер
Сент-Валье́р (фр. Sainte-Valière) — коммуна во Франции, находится в регионе Лангедок — Руссильон. Департамент коммуны — Од. Входит в состав кантона Жинеста. Округ коммуны — Нарбонна.
Код INSEE коммуны — 11366.

## Население
Население коммуны на 2008 год составляло 544 человека.
| 1962 | 1968 | 1975 | 1982 | 1990 | 1999 | 2008 |
| ---- | ---- | ---- | ---- | ---- | ---- | ---- |
| 330  | 377  | 292  | 324  | 392  | 392  | 544  |

## Экономика
В 2007 году среди 345 человек в трудоспособном возрасте (15—64 лет) 229 были экономически активными, 116 — неактивными (показатель активности — 66,4 %, в 1999 году было 57,6 %). Из 229 активных работали 203 человека (120 мужчин и 83 женщины), безработных было 26 (10 мужчин и 16 женщин). Среди 116 неактивных 23 человека были учениками или студентами, 49 — пенсионерами, 44 были неактивными по другим причинам.